# Santa Cruz de Minas
Santa Cruz de Minas là một đô thị thuộc bang Minas Gerais, Brasil. Đô thị này có diện tích 2,859 km², dân số năm 2007 là 7347 người, mật độ 2821,3 người/km².